# Taiwanese bosmuis
De Taiwanese bosmuis (Apodemus semotus) is een knaagdier uit het geslacht bosmuizen (Apodemus) dat voorkomt op de bergen van Taiwan. Deze soort is het nauwste verwant aan de Zuid-Chinese bosmuis (A. draco) van het Chinese vasteland, waarin de Taiwanese soort soms geplaatst wordt. Deze soort is minder nauw verwant aan de brandmuis (A. agrarius), die in de laaglanden van Taiwan voorkomt.